# Simon Beresford-Wylie
Simon Beresford-Wylie (* 18. Mai 1958) ist ein australisch-britischer Manager.

## Leben
Beresford-Wylie studierte an der Australian National University Geographie und Geschichte und absolvierte ein Management-Fortbildungsprogramm an der Stanford University zusammen mit der National University of Singapore.
Er war Manager der australischen Muttergesellschaft Telstra und danach Vorstandsvorsitzender des indischen Mobilfunkbetreibers Modi Telstra.
Ab 1998 war Beresford-Wylie in verschiedenen Führungspositionen für Nokia tätig. Von April 2007 bis Oktober 2009 war er Vorstandsvorsitzender von Nokia Siemens Networks, einem gemeinsamen Tochterunternehmen von Nokia und Siemens. Zudem gehörte er von 2006 bis 2013 dem Board of Directors der Vitec Group an.
Ab November 2009 war er Chief Executive Officer der Elster Group SE. Später war er CEO des britischen Unternehmens Digital Mobile Spectrum Limited (DMSL).
2013 wurde er Global Executive Advisor von Samsung Electronics mit Sitz in Seoul. Außerdem war er für Samsung als Executive Vice President des Geschäftsbereichs Netzwerke tätig.
Von 2015  bis 2020 war Simon Beresford-Wylie CEO des britischen Telekommunikationsunternehmens Arqiva. Bevor er Arqiva verließ, schloss er den Verkauf der dortigen Telekommunikationsabteilung für 2 Milliarden britische Pfund ab.
2020 wurde Beresford-Wylie CEO des Halbleiter-IP-Anbieters Imagination Technologies.
Beresford-Wylie ist verheiratet und hat zwei Kinder. Er besitzt die Staatsbürgerschaft von Australien und Großbritannien.